# Huracán (telenovela)
Huracán é uma telenovela mexicana produzida pela Televisa e exibida pelo Canal de las Estrellas entre 13 de outubro de 1997 e 27 de março de 1998, substituindo El alma no tiene color e sendo substituída por mais meia hora de La usurpadora. 
Foi protagonizada por Angélica Rivera e Eduardo Palomo, com atuações estrelares de Eric del Castillo, Luis Couturier, Adriana Roel, Beatriz Aguirre e Aarón Hernán, participação especial de Norma Herrera e antagonizada por Alexis Ayala, Maya Mishalska, Fernando Balzaretti, Pilar Pellicer, Silvia Pasquel e Jorge Russek.

## Sinopse
A história se passa em Mazatlán no México. Elena Robles é a filha ilegitima de Alfonsina Robles e Fernan Vargaslugo, um homem rico, que sob a influência de sua mãe e irmã, nunca teve força para reconhecer como sua filha Elena. Ele casou-se com outra mulher e adotou uma filha, Larissa. Elena se apaixona por Ulises Medina, um jovem pobre cujo melhor amigo é Raimundo Villareal, filho do empresário Nestor Villareal, o proprietário da empresa "Nautilus".
Nestor tinha íntimas relações com a mãe de Ulises quando eles eram jovens, mas ele a enganou e agora ela odeia todos os da familia Villareal. Ulises e Elena decidem fugir juntos, mas seu plano não funciona e Ulises deixa ela sozinha, persuadidos pela polícia, porque ele roubou um anel da avó da própria Elena para para dar a ela como um presente.
Passou muito tempo, após Elena ter ido embora do México. Nove anos mais tarde Elena se torna uma famosa bióloga, e Ulises se tornou-se um marinheiro. Por acaso eles retornam a Mazatlán, ao mesmo tempo, eles se encontram e imediatamente se reconhecem novamente e percebem que seu amor ainda está vivo. Eles começarão a se ver novamente a principio sem que ninguém saiba, mas Raimundo e sua irmã Thelma descobrem e faram tudo o que possivel para acabar o amor que existe entre Elena e Ulises. Eles de fato tentam separar o casal.

## Elenco
- Angélica Rivera - Helena Robles
- Eduardo Palomo - Ulises Medina
- Alexis Ayala - Raymundo Villarreal
- Maya Mishalska - Thelma Alicia Villarreal de Vargaslugo
- Jorge Russek - Don Néstor Villarreal
- Silvia Pasquel - Caridad Salvatierra de Medina
- Luis Couturier - Guillermo Medina
- Alejandra Barros - Rocío Medina
- Alejandro Ibarra - Santiago Villarreal
- Eric del Castillo - Fernán Vargaslugo
- Beatriz Aguirre - Doña Irasema Vargaslugo
- Adriana Roel - Esperanza Ibarrola de Villarreal//Olimpia Portugal
- Aarón Hernán - Don Leonardo Robles
- Norma Herrera - Alfonsina Taviani de Robles
- Pilar Pellicer - Ada Vargaslugo
- Ivette Proal - Larissa Vargaslugo
- Héctor Cruz - Lobato Ramírez Villarreal
- Fernando Balzaretti - Ezequiel Vargaslugo
- Ludwika Paleta - Norma Vargaslugo
- Óscar Uriel - Eugenio Vargaslugo
- Marcela Páez - Maribel Solares de Medina
- Jesús Arriaga - Damián Medina
- Oscar Morelli - Don Mariano Medina
- Alejandra Procuna - Deyanira
- Gabriela Platas - Karina Robles
- Roberto D'Amico - José Jorge García
- Virginia Gutiérrez - Madre Brígida Ibarrola
- Sherlyn - Daniela Vargaslugo Villarreal
- Óscar Servin - Padre Elías
- Alejandra Morales - Cynthia
- Manuel Benítez - Comandante Gregorio Quijano
- Esteban Franco - Jacinto
- Ignacio Guadalupe - Conrado
- Jorge Pais - Dr. Álvaro Carrasco
- Dulce María - Rocío Medina (menina)
- Eric Sánchez - Eugenio Vargaslugo (menino)
- Daniel Habif - Santiago Villarreal (menino)
- Alfredo Alfonso - Dr. Mario Luna
- Elena Ballesteros - Ramona
- Graciela Bernardos - Milagros
- Luis Bernardos - Artemio Hernández
- Guadalupe Bolaños - Madre Carmela
- Ernesto Bretón - Eligio
- Zayda Castellón - Dora López
- Javier Chimaldi - Lino
- Constantino Costas - Walter Pereira
- Georgina del Rincón - Socorro
- Sheryl Mackay - Dolores
- Luis Guillermo Martell - Pepe
- Adán Martínez Cosain - Héctor
- Sara Montes - Ifigenia
- Rubén Morales - Froilán
- Fernando Morín - Narciso
- Gustavo Negrete - Lic. Félix
- Lisette Sáez - Ana
- Rocío Yaber - Inmaculada
- Francesca Guillén
- Rodolfo Jiménez - Ricardo

## Exibição
Estreou em 13 de outubro de 1997, inicialmente exibida às 22:00, dividindo horário com El alma no tiene color, com capítulos de 30 minutos. A partir de 10 de novembro de 1997 passou a ser exibida às 21:30, ocupando o horário sozinha. Entre 9 de fevereiro e 27 de março de 1998 voltou a ser exibida em capítulos de meia hora, dividindo horário com La usurpadora.

## Versões
- Em 2005,  La tormenta era originalmente telenovela colombiana produzida pela RTI Colômbia e transmitido pela Telemundo e Caracol TV. Ele estrelou Natalia Streignard e Christian Meier, e as autuações antagônicas  de Natasha Klauss, Kristina Lilley, Marcelo Buquet, Ivan Rodriguez e Didier van der Hove e também as performances de Aura Cristina Geithner, Eileen Abad, Gabriela Vergara e Luis Geronimo Abreu.

- Em 2013, La tempestad é uma telenovela mexicana produzida por Salvador Mejía Alejandre para Televisa em 2013. Está estrelando sua estréia Ximena Navarrete com Willian Levy e Iván Sánchez, além de interesses antagônicos Laura Carmine e o primeiro ator César Évora, o reaparecimento de Daniela Romo e performances estelares de Roberto Blandón, Mariana Seoane e Nora Salinas.